# De toekomer
Heer Bommel en de toekomer (in boekuitgaven/spraakgebruik verkort tot De toekomer) is een verhaal uit de Bommelsaga, geschreven en getekend door Marten Toonder. Het verhaal verscheen voor het eerst op 1 december 1978 en liep tot 26 maart 1979. Het centrale thema is betaald bedrog.

## Hoorspel
- De toekomer in het Bommelhoorspel